# RSC Cronenberg
Der RSC Cronenberg (offiziell: Rollschuh-Club Cronenberg e. V.) ist ein Sportverein aus Wuppertal-Cronenberg, der die Abteilungen Rollhockey und Rollkunstlauf anbietet. Im Rollhockey gehören sowohl die Männer als auch die Frauen zu den besten Mannschaften Deutschlands. In der offiziellen Club-Weltrangliste belegt der RSC derzeit Platz 194 und ist damit die siebtbestplatzierte deutsche Mannschaft.

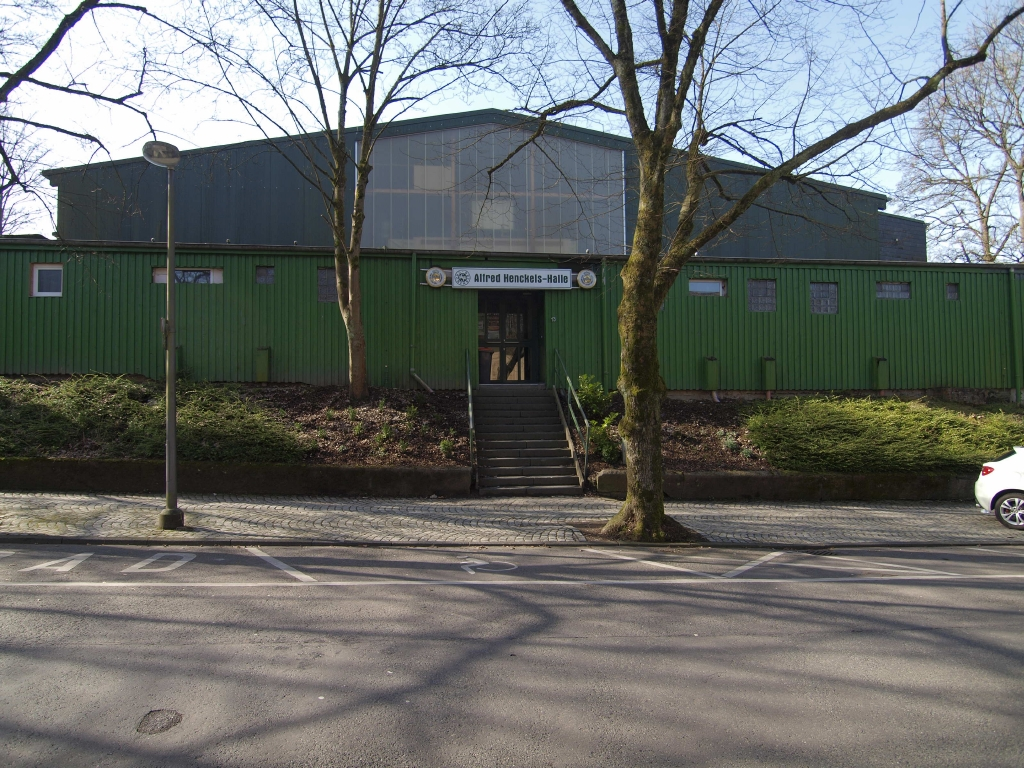
Die Alfred Henckels-Halle in der Ringstraße

## Geschichte

### Der lange Weg in die Eigenständigkeit
Am 7. August 1954 wurde der RSC Cronenberg im Wuppertaler Süden gegründet, indem man sich vom Cronenberger SC, einem Multi-Sportclub aus Wuppertal, loslöste, um endlich selbstständig zu sein. Zu dem Zeitpunkt gab es schon seit etwa 20 Jahren einen Rollhockeyclub in Cronenberg, den Cronenberger TG (CTG). Unter den Gründungsmitgliedern war Alfred Henckels, der der Alfred-Henckels-Halle ihren Namen gab. Schon im ersten Jahr waren etwa 110 Kunstläufer im Club.
Die rasante und sehr positive Entwicklung wurde größtenteils durch Henckels ermöglicht. Er war bereits mit 18 Jahren Gründungsmitglied des Elberfelder Roll- und Eislaufvereins. Seine ersten Erfolge und Erfahrungen sammelte er jedoch lange vor der Gründung des RSC beim Eis- und Rollsportverein Remscheid, wechselte dann 1932 zum CTG.
1955 folgten erste Auseinandersetzungen mit dem Rollhockey-Verband, da dieser die schräge Spielfläche des Lenzhauser Schulhofes nicht als Spielfeld anerkannte. Somit wurde 1957 eine eigene Bahn gebaut, später folgten noch Kabinen, Duschen und Toiletten. Durch den Bau dieser Bahn bekam der RSC innerhalb einer Nacht über 20 neue jugendliche Mitglieder.
1963 qualifizierte sich die Jugendmannschaft erstmals für die Deutsche Meisterschaft. Henckels reagierte darauf und kaufte seinem Team besseres Spielmaterial. Der RSC wurde Dritter. Schon gab es weitere Pläne: Eine Flutlichtanlage wurde gebaut, 1972 folgte eine Überdachung.
Seit 1962 ging es dann auch mit der 1. Mannschaft aufwärts. Mit Trainer Siegfried Siebel gelang der Aufstieg in die Oberliga, drei Jahre später der Wiederaufstieg. Von nun an setzte man sich die Rollhockey-Bundesliga als Ziel. Das erreichte man 1972 am 5. November um 12:18 Uhr. Das Team um Gerd Richter, Ulrich Freund, Ulrich Bielau, Horst Henckels, Dietmar Schwieren, Manfred Koppe, Peter Stroucken und Jörg Dombeck wurde von über 700 Zuschauern gefeiert. Das Jahr zählte auch zu den insgesamt erfolgreichsten der Geschichte: Die zweite Mannschaft stieg in die Oberliga auf, die Junioren wurden Deutscher Meister, Gaby Nießen wurde Stadt- und Landesmeisterin im Kunstlauf.

### Erstmals Deutscher Meister
Nach dem Wiederaufstieg 1974 blieb man bis heute im Oberhaus. Den Anfang der Cronenberger Erfolgsstory kann man im Jahr 1980 sehen, als die erste Deutsche Meisterschaft gewonnen wurde. Damals besiegte das Team um Schwieder, Oberst, Kühn, Gillesen, Furmanek, Bienefeld, Peter Kühn, Peter Renner, Treml, Klaus Rupsch und Dirk Haupt in einem sehenswerten Spiel den RSC Darmstadt mit 6:1. Seither konnten insgesamt zwölf weitere Meistertitel gewonnen und neun Pokalsiege gefeiert werden. Seit 1996 vergingen lediglich sechs Saisons (2000, 2004, 2009, 2013, 2014 und 2016) ohne einen Titelgewinn.
Die zahlreichen nationalen Meisterschaften und Pokalsiege sowie die internationale Auftritte in der Champions League finden in der Stadt großen Anklang. 2010 beispielsweise wurde der Verein als Wuppertaler Verein des Jahres ausgezeichnet, im selbigen Jahr erhielt Trainer Steup die Auszeichnung Wuppertals Trainer des Jahres.
Im August 2012 rückte der RSC Cronenberg in der offiziellen Club-Weltrangliste erstmals auf 63 vor, im Dezember 2013 wurde er auf Rang 25 gelistet und war damit der bestplatzierte deutsche Club. Die ERG Iserlohn folgte auf Rang 54, SK Germania Herringen auf Platz 68 und die IGR Remscheid auf Platz 83. Führend sind südeuropäische Mannschaften.
Der RSC zeichnet sich weiterhin durch etliche Erfolge in jeglichen Jugend-Altersklassen aus. Allein im Jahr 2017 konnten die Cronenberger Jugendteams fünf von möglichen sechs Deutschen Meistertiteln gewinnen. Dies macht sich in der Bundesliga bemerkbar; in der Herren- und Damenmannschaft kommen aktuell überwiegend Spieler und Spielerinnen zum Einsatz, die unter 25 Jahre alt sind.

## Herren

### Nationalspieler
- Niko Morovic
- Aaron Börkei

### Erfolge
- Deutscher Rollhockeymeister: 1980, 1982, 1984, 1996, 1998, 2001, 2002, 2003, 2005, 2007, 2010, 2011, 2012
- Deutscher Pokalsieger: 1990, 1992, 1997, 1999, 2001, 2002, 2006, 2008, 2010, 2015, 2019, 2025
- Mehrfach Deutscher Jugendmeister

## Damen

### Nationalspielerinnen
- Annika Gouder de Beauregard
- Lara Immer
- Marie Tacke
- Lea Seidler

### Erfolge
- Deutscher Rollhockeymeister: 1999, 2000, 2002, 2003, 2004, 2005, 2007, 2008, 2010, 2011, 2022, 2025
- Deutscher Pokalsieger: 1996, 1997, 2000, 2002, 2005, 2007, 2008, 2010, 2011, 2023, 2025
- Deutscher Juniorinnen Meister 2009 und 2010, Zweimal Deutscher Juniorinnen Vizemeister